# David Bornhammar
David Bornhammar (født d. 15. juni 1981) er en svensk ishockeyspiller der i sæsonen 2007-08 spiller for Rødovre Mighty Bulls i Superisligaen. Hans foretrukne position på isen er back.
Han har bl.a. spillet for AIK i den svenske Elitserie og senest har han spillet for Stavanger IK i den bedste norske række.